# Chan Fai Lui
Chan Fai Lui (* 28. März 1955) ist ein ehemaliger Radrennfahrer aus Hongkong.

## Sportliche Laufbahn
Chan Fai Lui war Straßenradsportler und im Bahnradsport aktiv. Er war Teilnehmer der Olympischen Sommerspiele 1976 in Montreal. Im Mannschaftszeitfahren wurde der Vierer aus Hongkong Chan Fai Lui, Chan Lam Hams, Kwong Chi Yan und Tang Kam Man 26. des Rennens. Im olympischen Straßenrennen schied er aus. Auf der Bahn wurde er 28. im 1000-Meter-Zeitfahren.